# テトリスワールド
『テトリスワールド』（Tetris Worlds）は、欧米で2001年、日本で2002年に発売された、落ち物パズル『テトリス』をベースとしたコンピュータゲーム。
日本では最初に発売されたゲームボーイアドバンス（GBA）版と、GBA版とはやや内容の異なるXbox版とニンテンドー ゲームキューブ（GC）版の3機種版が発売されている。欧米ではこの他、Windows版とPlayStation 2（PS2）版も発売されている。
世界で初めてガイドラインに対応したゲームである。ただし、日本国内においては2002年4月18日に発売されたワンダースワンカラー版『テトリス』が最初のタイトルであり、8日後の4月26日にGBA版の本作が発売された。

## 従来のテトリスとの違い
得点の概念が無い
このゲームには得点の表示がなく、画面には「現在のレベル」「あと何ポイントで次のレベルに進むか」「時間」の3つの要素しか表示されない。「ポイント」は得点に似ているが、レベルアップにのみ使われる。
「インフィニティ」の導入
テトリミノを回転し続けたり、横に移動し続けている限りテトリミノが固定されない。
テトリミノの種類の偏りを補正
出現するテトリミノに偏りが出ないように補正がかけられている。このゲームよりも後に発売されたガイドライン対応ゲームと同様に、最初の7個は必ず7種類のテトリミノ全てがランダムな順番で均一に出現し、次の7個もランダムな順番で均一に出現する、という仕組みになっている。ただし、この仕組みは「フュージョン」「カスケード」「クラシック」モードでは採用されていない。
ゲームの目的
このゲームではレベル15をクリアすると、プレイヤーを称えるメッセージが出た後に強制的にゲームオーバーになる。また得点の概念も存在せず、インフィニティの存在によって高レベル時におけるテトリミノの速い落下速度に耐えるのも簡単になっている。そのためゲームの目的は「できるだけ長くプレイしてひたすら得点を稼ぐ」のではなく「できるだけ早くレベル15をクリアする」になっている。

## 後に発売されたガイドライン対応ゲームとの違い
ボタンを押しっぱなしにすると自動的にテトリミノが回転し続ける
ボタンを押しっぱなしにすると一定時間ごとにテトリミノが回り続ける。インフィニティと組み合わせることも可能なため、ボタンを押しっぱなしにするだけでゲームの進行を止めることができる。
ホールドを使用してもテトリミノの向きが保持される
ホールドを使用するとテトリミノの向きも保持され、後でホールドから出したときにそのままの方向で出現する。
T-Spinボーナス
T-Spin Tripleは通常の3ライン消去として扱われているため、ボーナスはT-Spin Doubleよりも若干低くなっている。また本ゲームでは「フィールドの壁」と「自分が置いたブロック」が区別されており、フィールドの壁を使用してT-Spinを行ってもT-Spin扱いにならない。
Back to Backボーナス
T-SpinでBack to Backボーナスを得ることはできない。また、Back to Backボーナスが得られるのは「テトリス」モードのみで、他のモードではこのようなボーナスはない。
下を押したときの落下速度がレベルによって異なる
下ボタンを押したときのテトリミノの落下速度が現在のレベルによって異なる。最初は他のガイドライン対応ゲームとほぼ同じような速度だが、後半になると上ボタンを押したときと同じ速度（20G）で落とせるようになる。本ゲームでは自然落下速度が20Gに達することは無いが、後半は下ボタンを押し続けながらテトリミノを操作することで擬似的に20Gでプレイできる。

## ゲームモード
テトリス
通常のテトリス。現在のレベル×5のポイントを得るとレベルが上昇する。ポイントはライン消去やT-Spin、Back to Backで得ることができる。
スティッキー
ザ ネクスト テトリスに似たルールでプレイする。フィールドの一番下にある邪魔ブロックを消去することが目的で、それ以外の方法ではレベルは上がらない。時々複数の色のブロックで構成されたテトリミノが登場し、置くと色ごとに分離して落下する。同じ色のブロックはくっついて塊になる。25個以上くっつくと消滅する。邪魔ブロック以外のブロックには重力が働き、ラインを消すと落下できる所まで落下する。連鎖を起こすこともできるが意味はない。レベルが上がると邪魔ブロックの数が増える。
フュージョン
邪魔ブロックの下に埋もれている「アトムブロック」に、上から落下してくる「フュージョンブロック」を縦か横に繋げていくことが目的。フュージョンブロックは通常のテトリミノと同じく横に移動させたり落下させたりすることができるが、大きさは1マスだけなので回転させても形は変わらない。アトムブロックとフュージョンブロックはラインを消しても消えずに残り、重力が働いて下まで落下する。この時だけ他のブロックにも重力が働き、意味はないが連鎖を起こすこともできる。レベルが上がると邪魔ブロックの数が増え、レベルアップに必要なフュージョンブロックの数も増えていく。このモードではフュージョンブロックが出現するため、テトリミノの偏り補正は他のモードとは異なる方式で行われる。
ホットライン
フィールド上に引かれた6本の線の上でラインを消すことが目的。線が無い段でラインを消してもポイントは得られない。スティッキーと同じく複数の色のブロックで構成されたテトリミノが登場し、置くと色ごとに分離して落下する。しかし同じの色のブロックがくっつくことはない。ラインを消すと重力が働いて連鎖を起こすこともできる。これによる特別なボーナスは無いが、一度に複数の線の上でラインを消すテクニックとして使用することが可能。レベルが上がると空中に浮いたブロックが全て下まで落下する。
スクウェア
縦4×横4のサイズの正方形を作り、消すことが目的。複数のテトリミノを使って正方形を作ると銀色、1種類のテトリミノだけで正方形を作ると金色になる。金色の正方形は銀色の正方形よりもボーナスが高い。テトリスと同じくT-Spinのボーナスがあり、T-Spinでラインを消せば空中に浮いたブロックを下まで落とすこともできる。T-Spinで1ラインだけ消した場合はそのラインから下のブロック全てに、2ライン以上消した場合はフィールド全体に効果が及ぶ。だが、T-Spinによって正方形が壊れると、その正方形を消したときのボーナスが無くなるため使用には注意が必要となる。このモードではテトリミノの偏り補正は行われない。
カスケード
大連鎖を起こすことが目的。このモードでは常に重力が働いており、ラインを消して一部分だけになったテトリミノと、その上に乗っているテトリミノは下に空間があれば落ちていく。連鎖によるボーナスがある唯一のモード。
クラシック
ノーマルのメニューでLを押しながらセレクトを押すと出現する隠しモード。チャレンジでは遊ぶことができない。従来のテトリスを再現したモードで、次のテトリミノの表示は1つだけ、ホールドなし、ガイド表示（ゴーストブロック）なしでプレイする。テトリミノの絵柄や回転法則、出現位置も他のモードとは異なる。地面やブロックに着地したテトリミノは即座に固定され、インフィニティもない。経過時間は表示されず、代わりに得点が表示される。10ラインごとにレベルが上がり、落下速度が上がるが得られる得点も上がる。レベル16以降もゲームはエンドレスに続く。このモードではテトリミノの偏り補正は行われない。

## ゲームルール
どのモードも以下の2つのルールのどちらか好きなほうで遊ぶことができる。（例外はクラシックモードで、ノーマルのみ）
ノーマル
テトリミノが上まで積みあがるか、レベル15をクリアするまでプレイする。制限時間はない。
チャレンジ
各レベルに2分の制限時間が設定されており、時間切れになる前に次のレベルに進まなければならない。また、レベルが上がるとフィールドの全ブロックが消滅するため、レベルが上がるたびに最初からテトリミノを積んでいく必要がある。このルールでレベル1からスタートし、レベル15をクリアすると、ノーマルとは異なるメッセージが表示される。